# مؤتمر النساء الآسيويات

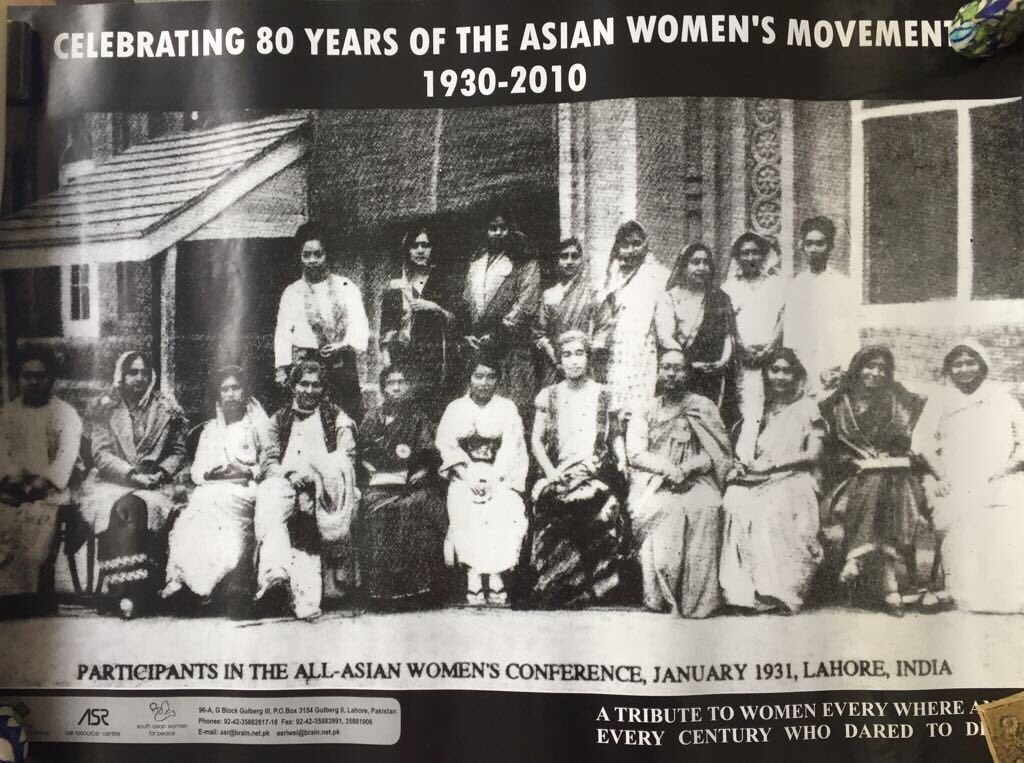

عقد مؤتمر النساء الآسيويات في العاصمة لاهور في يناير عام 1931، وهو أول مؤتمر نسائي اسيوي من نوعه، كان المنظمون الهنود هم المسيطرين على تنظيمه، وكان مؤتمر النساء الآسيويات يعتبر منصة هامة للنساء الهنديات من اجل التعبير عن أفكارهم ورؤيتهم في الهند التي هي قلب اسيا.
اتحدت مارجريت كازينز مع النشطاء الهنود المشاركين في «مؤتمر جميع النساء الهنديات» عام 1927 لتأسيس مؤتمر النساء الآسيويات. من الموقعون على دائرة التعميم التي دعت المندوبين هم ساروجيني نايدو، موثولاكشمي ريدي ، راجكوماري أمريت كور ، ليدي عبد القادر ، راني لاكشميباي راجوادي وهيلا رستمجي فريدونجي.